# Пуенте-Хеніль
Пуенте-Хеніль (ісп. Puente Genil) — муніципалітет в Іспанії, у складі автономної спільноти Андалусія, у провінції Кордова. Населення — 30 048 осіб (станом на 2019 рік).[джерело?]
Муніципалітет розташований на відстані близько 350 км на південь від Мадрида, 55 км на південь від Кордови.
На території муніципалітету розташовані такі населені пункти: (дані про населення за 2010 рік)
- Ареналес: 288 осіб
- Бокас-дель-Рігело: 41 особа
- Кордобілья: 287 осіб
- Ісла-дель-Обіспо: 0 осіб
- Махада-В'єха: 0 осіб
- Ла-Міна: 196 осіб
- Паломар: 625 осіб
- Пуенте-Хеніль: 27804 особи
- Пуерто-Алегре: 40 осіб
- Ель-Рабаналь: 14 осіб
- Рібера-Альта: 243 особи
- Рібера-Баха: 491 особа
- Сотогордо: 216 осіб

## Демографія
Динаміка населення (INE ):

## Галерея зображень

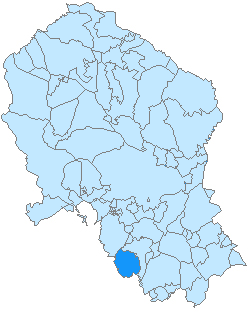
Розташування муніципалітету у провінції Кордова
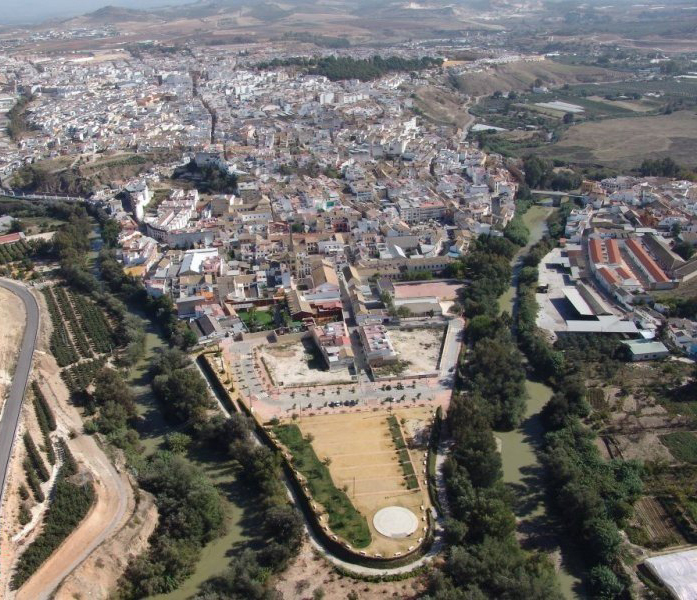
Пуенте-Хеніль згори
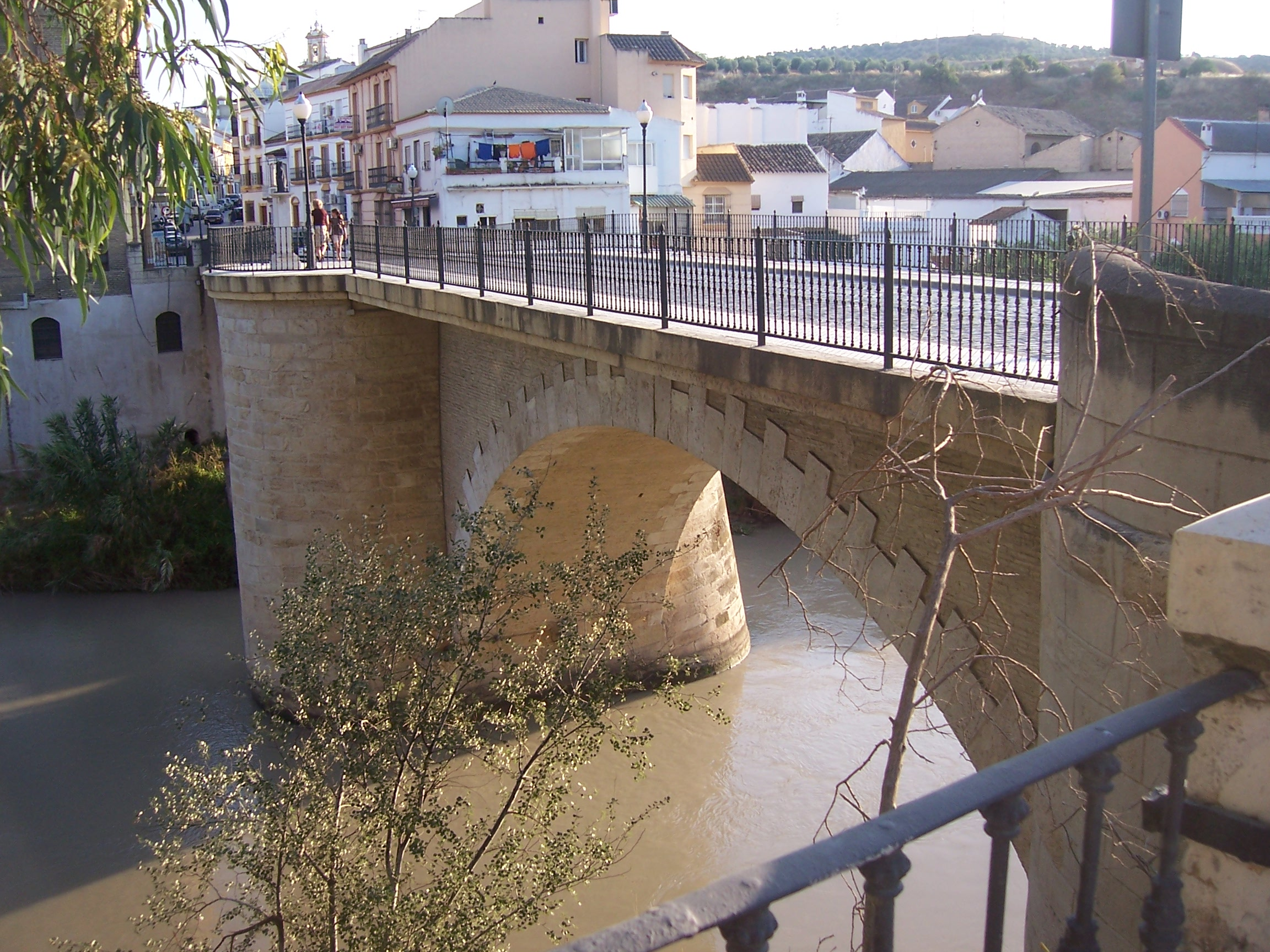
Міст через річку Хеніль
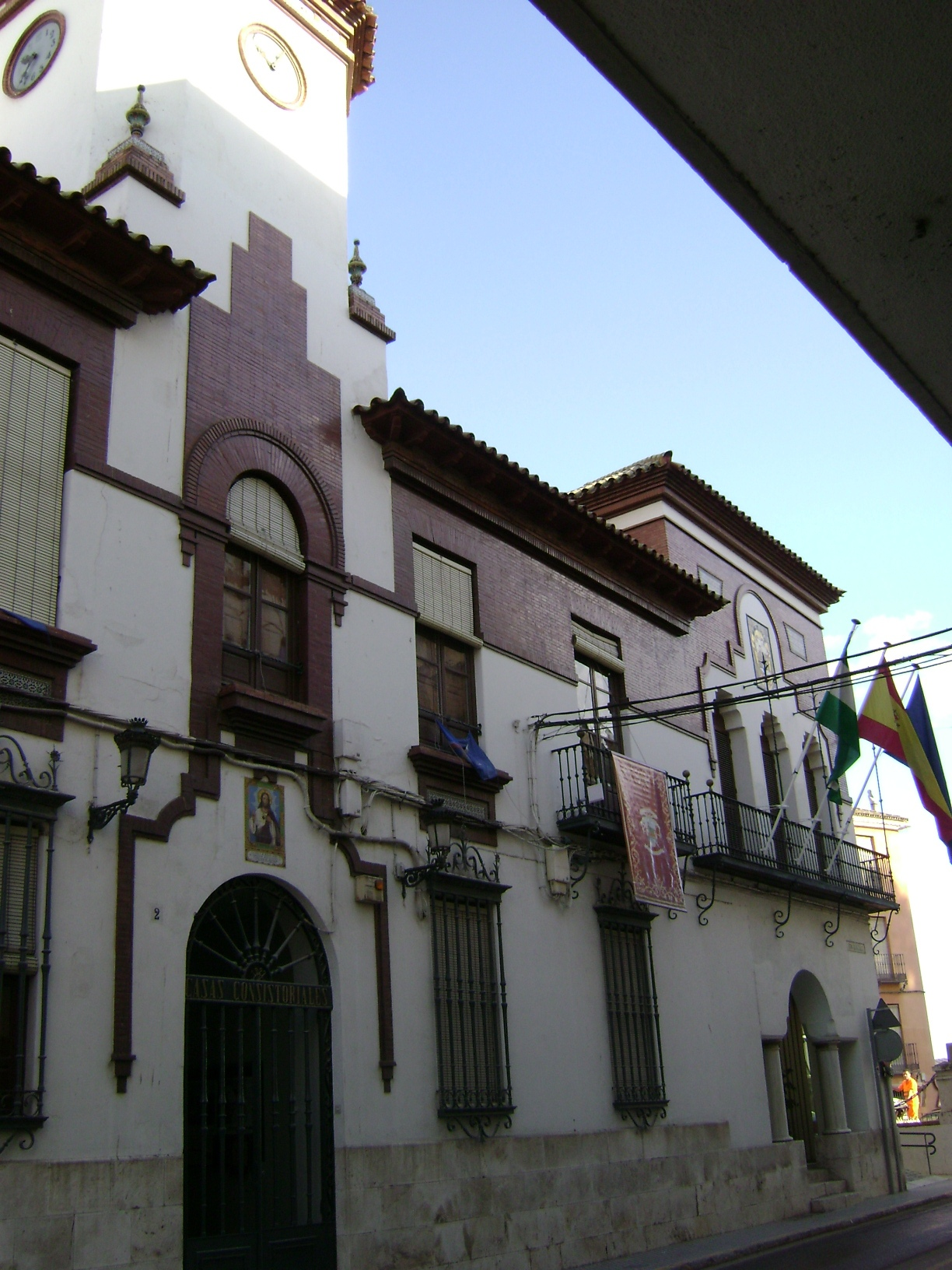
Муніципальна рада
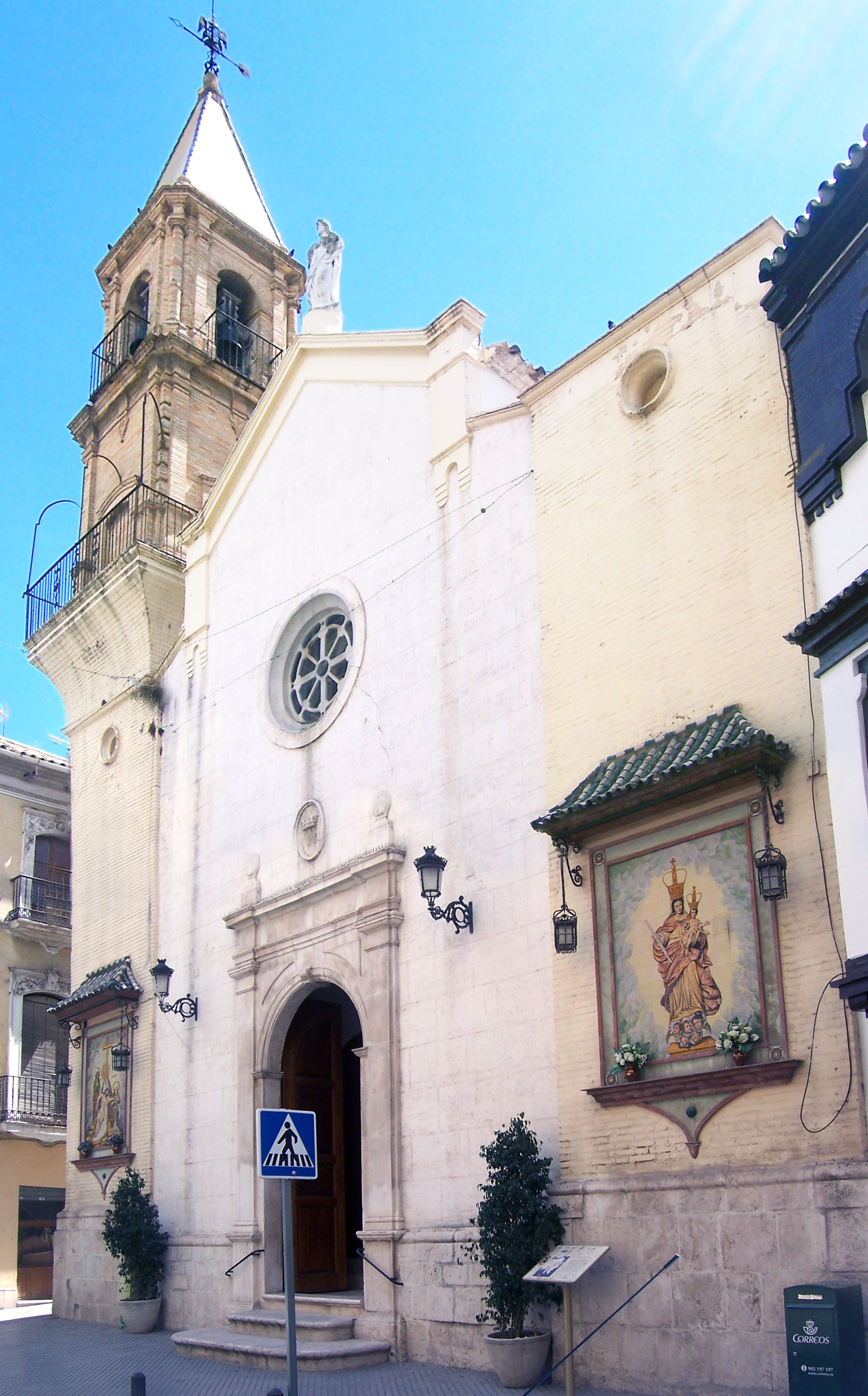
Парафіяльна церква Нуестра-Сеньйора-де-ла-Пуріфікасьйон
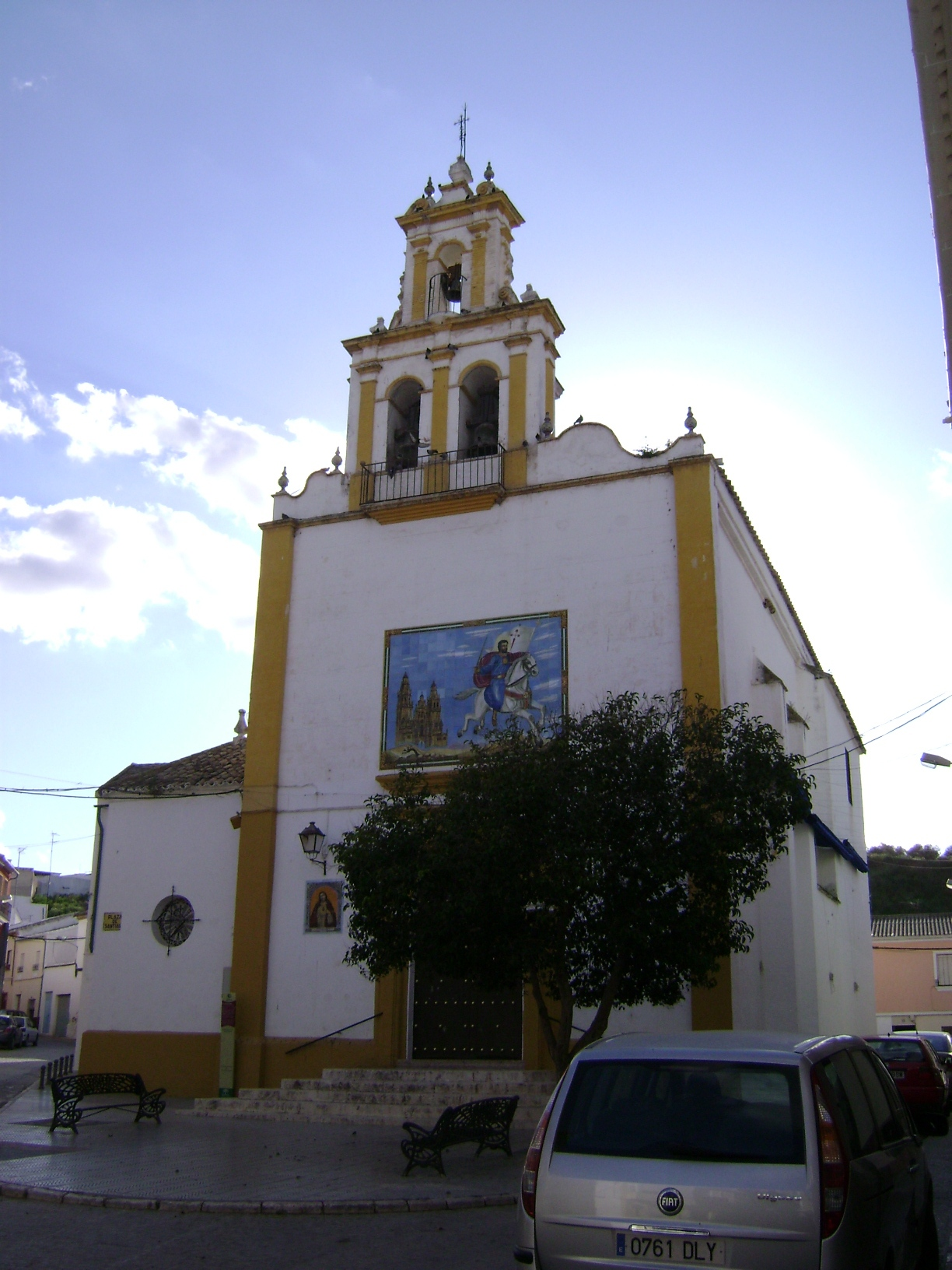
Парафіяльна церква Сантьяго-ель-Майор
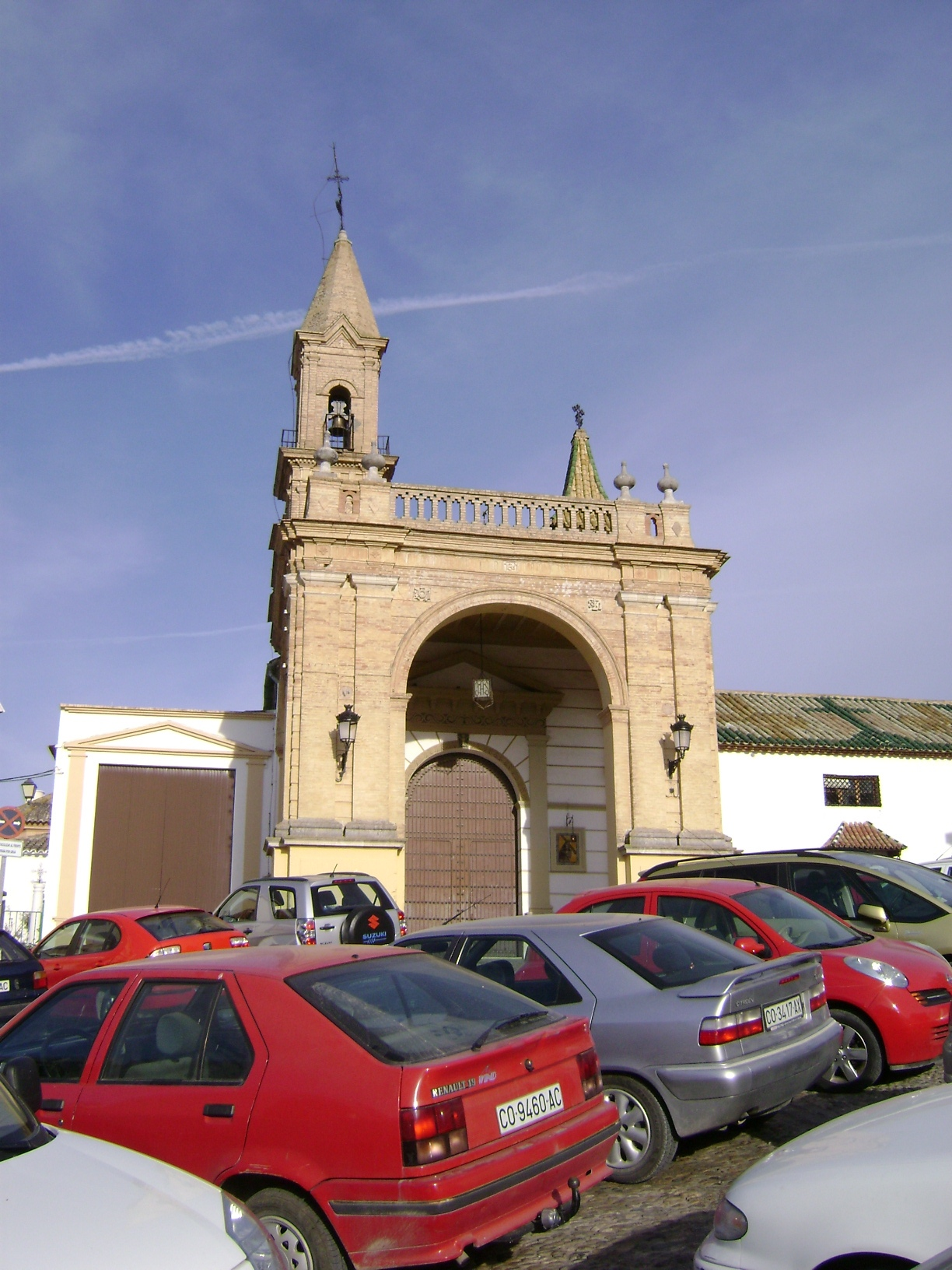
Парафіяльна церква Хесус-Насарено
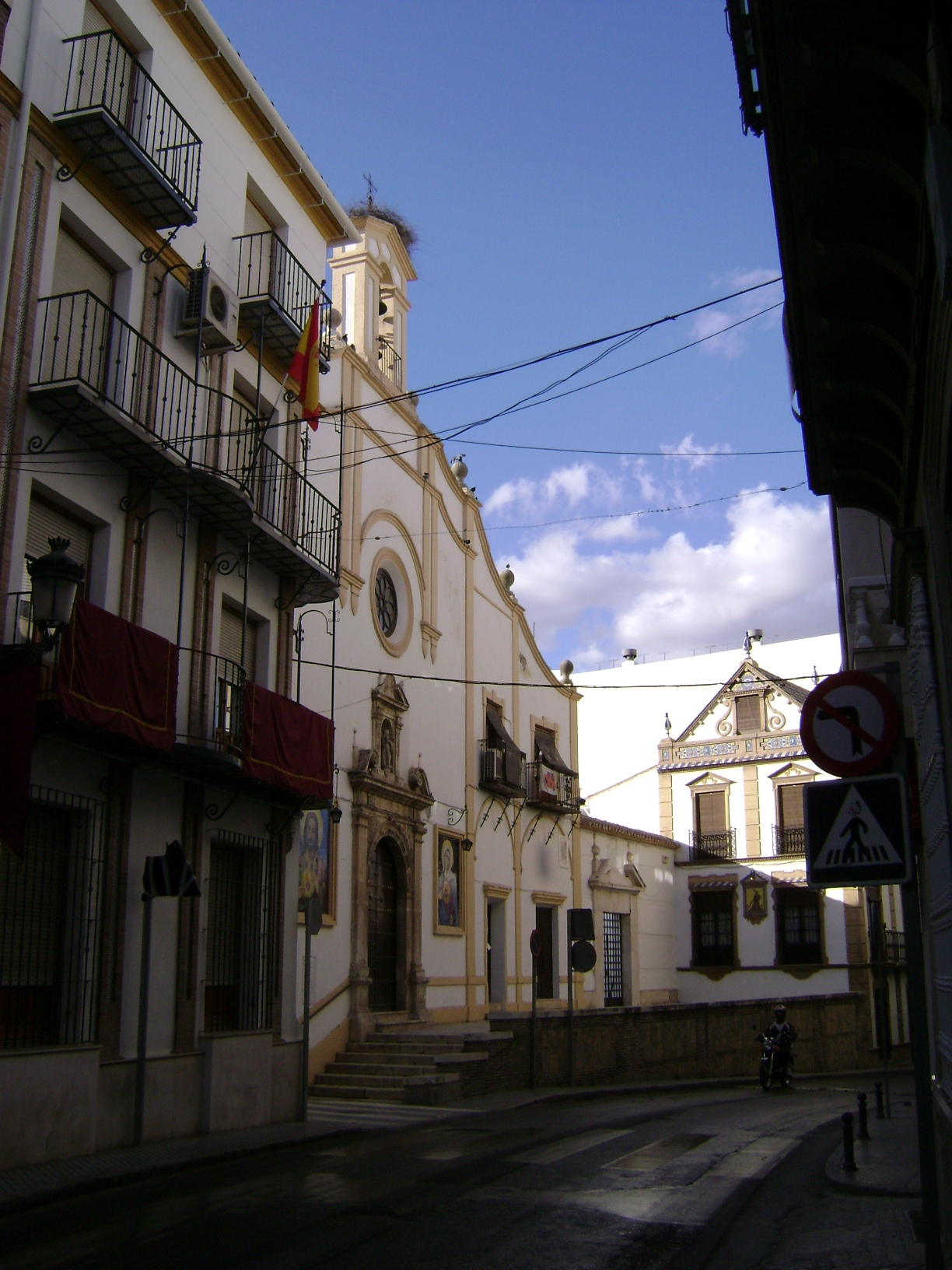
Церква Нуестра-Сеньйора-де-ла-Вікторія і археологічний музей
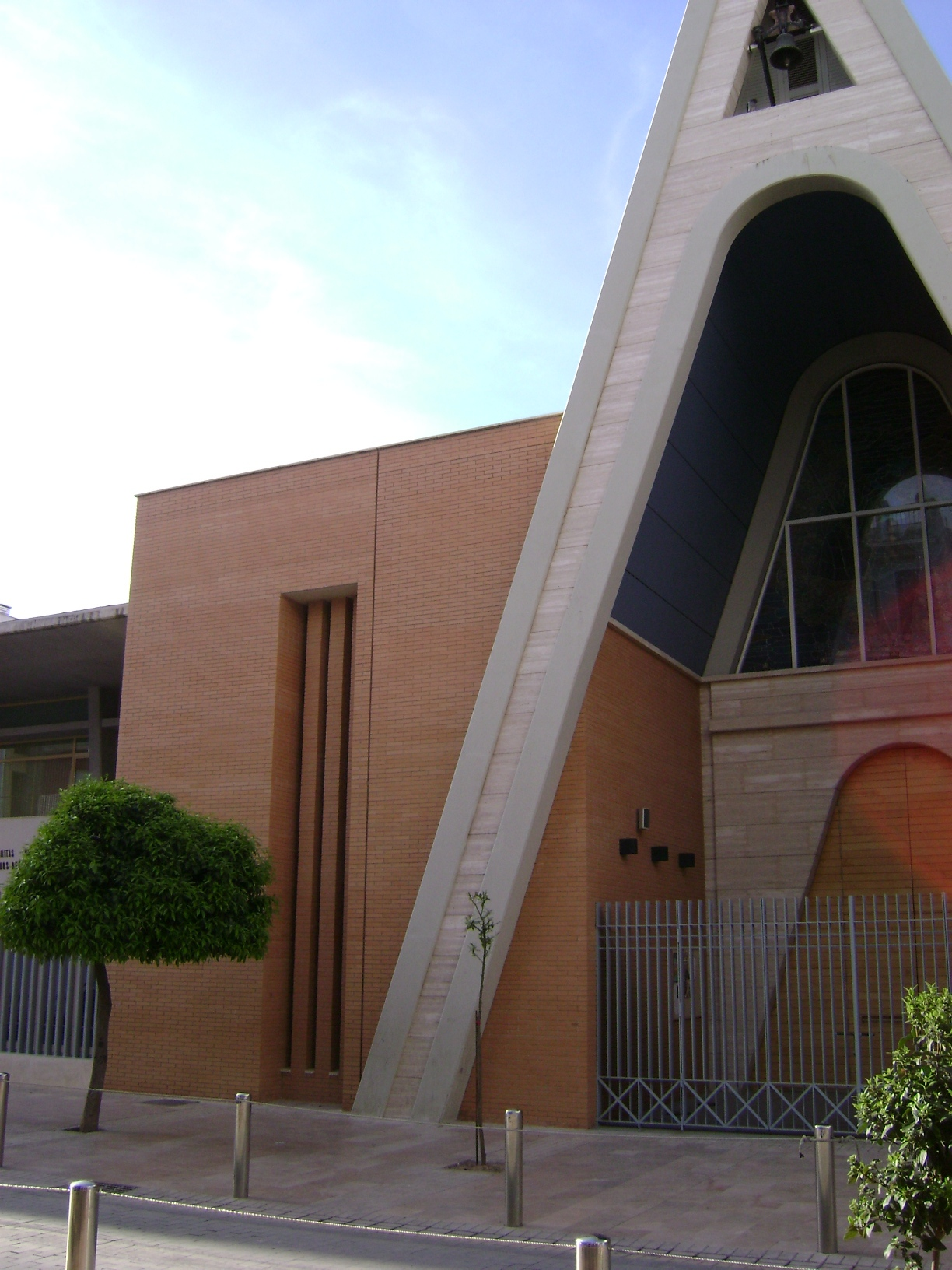
Церква Нуестра-Сеньйора-де-лос-Десампарадос
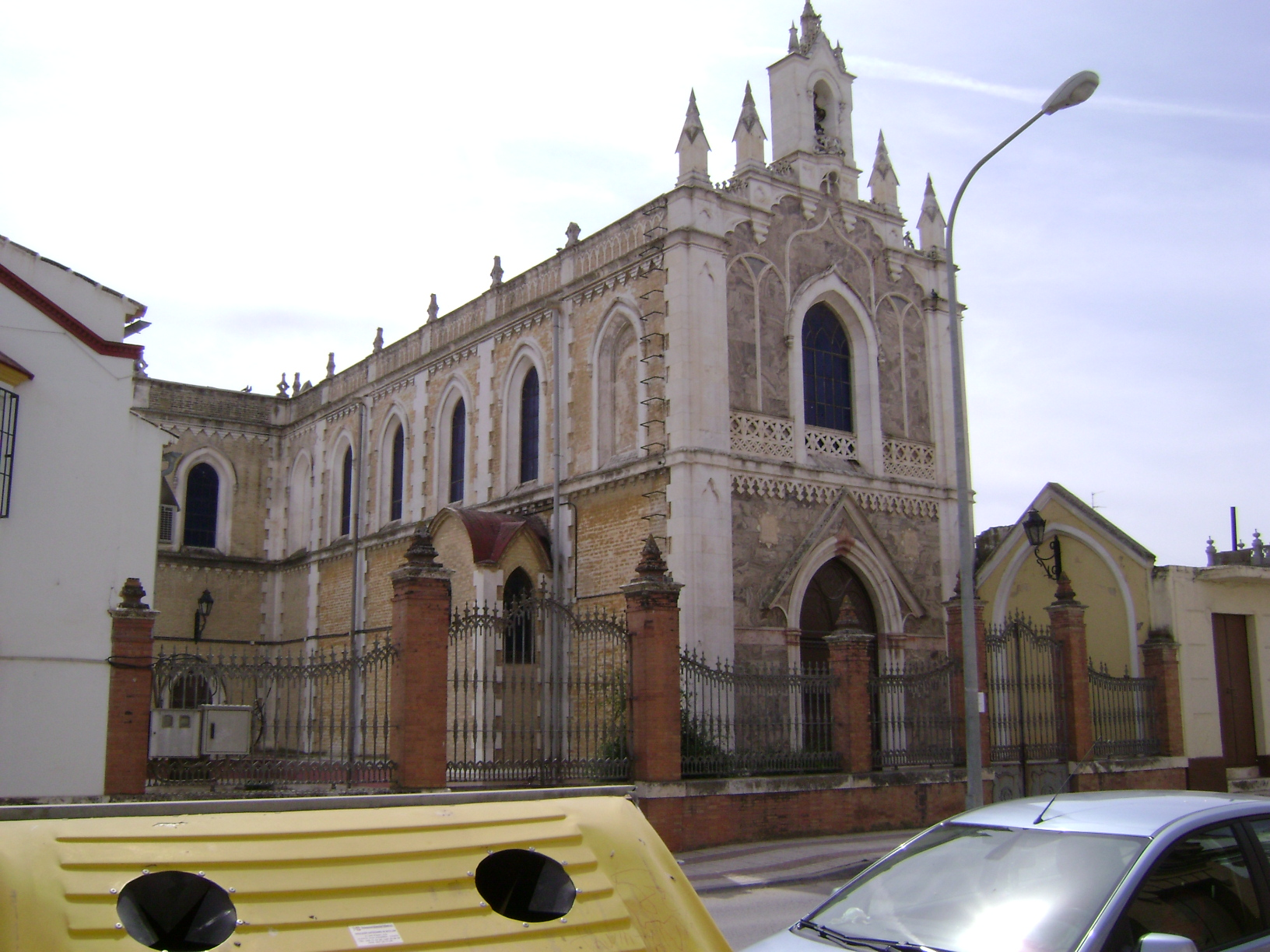
Парафіяльна церква Нуестра-Сеньйора-дель-Кармен
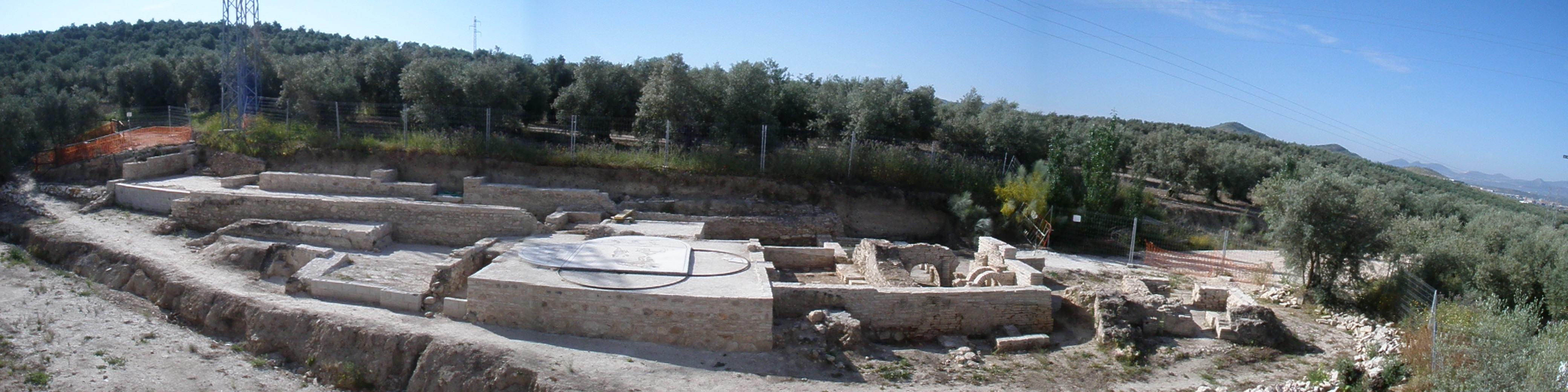
Римське місто Фуенте-Аламо, Пуенте-Хеніль